# Präludium und Fuge H-Dur BWV 892 (Das Wohltemperierte Klavier, II. Teil)
Präludium und Fuge H-Dur, BWV 892, bilden ein Werkpaar im 2. Teil des Wohltemperierten Klaviers, einer Sammlung von Präludien und Fugen für Tasteninstrumente von Johann Sebastian Bach.

## Präludium
Die Tonleiter wird zu Beginn dieses Stücks als Motiv verwendet, das im zweiten Takt in der Umkehrung erscheint und dann erst wieder in der Reprise in Takt 37 gleichzeitig steigend und fallend erklingt. Dies ist jedoch keineswegs das beherrschende Thema des Präludiums; es trägt vielmehr den Charakter einer verspielt-freien Fantasie mit improvisierendem, toccatenhaftem Charakter. Ein weiteres Motiv besteht aus steigenden Ornamenten, die erstmals im Bass in Takt 2 erklingen. Gegen Ende des ersten Teils verliert sich der musikalische Ablauf in motivisch ungebundenen 16tel-Passagen. Genau in der Mitte des Präludiums, in Takt 23, tritt unerwarteterweise ein neues Motiv auf, beginnend mit einem Schleifer, zusammen mit einer unkontrapunktischen Begleitfigur im Bass. Auffällig ist das Absinken der zweistimmigen Linienführung in den drei letzten Takten, es erinnert an Wendungen französischer Clavecinisten wie François Couperin und Jean-Philippe Rameau.

## Fuge
Die Fuge wird als vierstimmig angekündigt, enthält jedoch in der Exposition fünf Themeneinsätze; der Basseinsatz in Takt 19 ist überzählig. Nach einem Abschluss zur Dominante Fis-Dur in Takt 27 erscheint im Sopran ein neues Thema, welches das erste Thema fast durch die ganze restliche Fuge begleitet, so dass man hier von einer Doppelfuge sprechen kann. Die zweite Durchführung enthält ebenfalls fünf Themeneinsätze, von denen vier mit einem obligaten Kontrapunkt begleitet werden. Sie schließt in Takt 60 wiederum mit einer Kadenz, diesmal zur Subdominante E-Dur. Die vier 16tel-Figuren in Takt 68 bis 71 treten überraschend auf und haben für den Verlauf der Fuge keine weiteren Konsequenzen. Im Gegensatz zur vorangehenden Fuge in b-moll enthält dieses Beispiel weder Umkehrungen noch Engführungen. Die vier letzten Themeneinsätze von Takt 60 bis zum abschließenden Takt 104 sind zeitlich weit voneinander getrennt, was der Gesamtanlage der Fuge, zusammen mit dem feierlich den Oktavraum durchmessenden ersten Thema, Weiträumigkeit verleiht.